# Biff Byford
Peter „Biff“ Byford (* 15. Januar 1951 in Honley, West Yorkshire) ist ein englischer Metal-Sänger. Er ist Gründer und Frontmann der Heavy-Metal-Band Saxon.

## Geschichte von Saxon
Biff gründete 1976 mit Paul Quinn, Steve „Doobie“ Dawson, Graham Oliver und Pete Gill die Band Son of a Bitch, die sich 1978 in Saxon umbenannte. 1979 folgte der erste Plattenvertrag. Noch im selben Jahr kam das erste, selbstbetitelte Album Saxon auf den Markt.
Die Band hat bis heute 23 Studioalben veröffentlicht. Sie konnte zwar im Gegensatz zu anderen britischen Metal-Bands wie Black Sabbath, Iron Maiden, Judas Priest oder auch Motörhead nicht ganz so große Charterfolge verzeichnen, ist aber für eine große Fangemeinde bekannt und hat bei vielen Festivals einen Headliner-Status.

## Andere Bands
Biff Byford spielte bereits vor Saxon von 1970 bis 1976 in der Band Blue Condition.
Außerdem hatte Byford in seiner Karriere einige Gastauftritte auf Alben anderer Künstler.
1990 sang er auf dem Album Bad Bad Girls der englischen Band Fastway mit. 1999 sprach er auf der CD Taragon der deutschen Band Freedom Call den Track Tears of Taragon (Story Version).
2005 sang er auf dem Album Inventor of Evil der deutschen Band Destruction bei dem Lied The Alliance of Hellhoundz mit.
2007 und 2010 half er bei der deutschen Power-Metal-Band Helloween bei den Alben mit. Auf Gambling with the Devil (2007) sprach er bei dem Lied Crack The Riddle, bei dem Album 7 Sinners (2010) sprach er bei Who Is Mr. Madman?.
2008 sang er auf dem Album Fear No Evil von Doro Pesch bei dem Song Celebrate mit.
Bei nur wenigen Songs, zum Beispiel „Frozen Rainbow“, zeigt er auch, dass er das Gitarrenspiel (E- und Akustik) beherrscht.
2013 übernahm er die Rolle des Reason auf dem Album The Mystery of Time von Avantasia, der Metal-Oper des deutschen Sängers Tobias Sammet. Er sang auf drei Titeln (Black Orchid, Savior in the Clockwork, The Great Mystery).
2014 nahm er mit Motörhead eine Cover-Version des Liedes Starstruck für ein Ronnie-James-Dio-Tribute-Album namens This Is Your Life auf.
2021 veröffentlichte Biff Byford zusammen mit seinem Sohn Seb als Projekt Heavy Water das Album Red Brick City, das während der Corona-Lockdowns entstand.
2022 sang er auf dem Album The Great Heathen Army von Amon Amarth bei dem Song Saxons And Vikings mit, zu dem er auch Text beisteuerte.
2024 sang er auf dem Album My Years with UFO von Michael Schenker als Gast das Lied This Kids.